# Movimento para a Salvaguarda das Gravuras de Foz Côa
O Movimento para a Salvaguarda das Gravuras de Foz Côa foi um movimento cívico criado Ad Hoc para a promoção da proteção das Gravuras Rupestres do Vale do Côa encontradas em 1991. Contou, entre os seus membros, com Mila Simões de Abreu, João Zilhão, José Ribeiro, António Martinho Batista, entre outras figuras.

## História

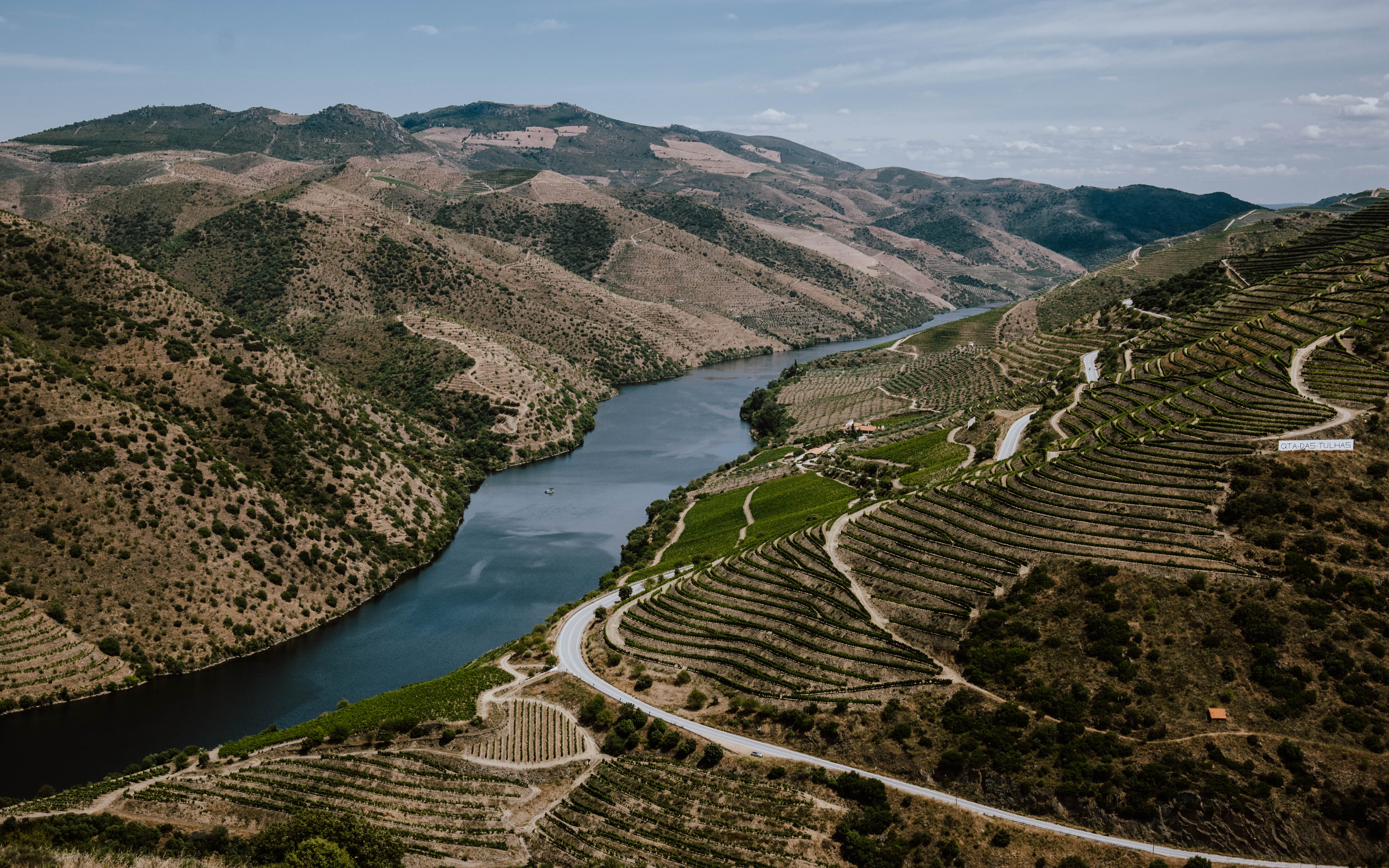
Vale do Coa.

Em 1991, Nelson Rebanda identificou a primeira gravura rupestre, uma rocha gravada, em Vila Nova de Foz Côa, uma cidade no interior norte do país, no distrito da Guarda. Devido ao seu posicionamento geográfico, banhada pelo rio Douro, o Estado Português teve interesse em começar um projeto de construção de uma barragem no Vale do Côa, Vila Nova de Foz Côa. Devido a estes interesses, o Governo, na altura liderado por Cavaco Silva, não revelou a existência das gravuras rupestres à população portuguesa, até que, em novembro de 1994, uma equipa de arqueólogos portugueses, onde se encontrava Mila Simões de Abreu, João Zilhão e outros, vieram a público divulgar a existência e a importância das gravuras para a história do Paleolítico, tendo a SIC tido um papel crucial na mediatização da descoberta.

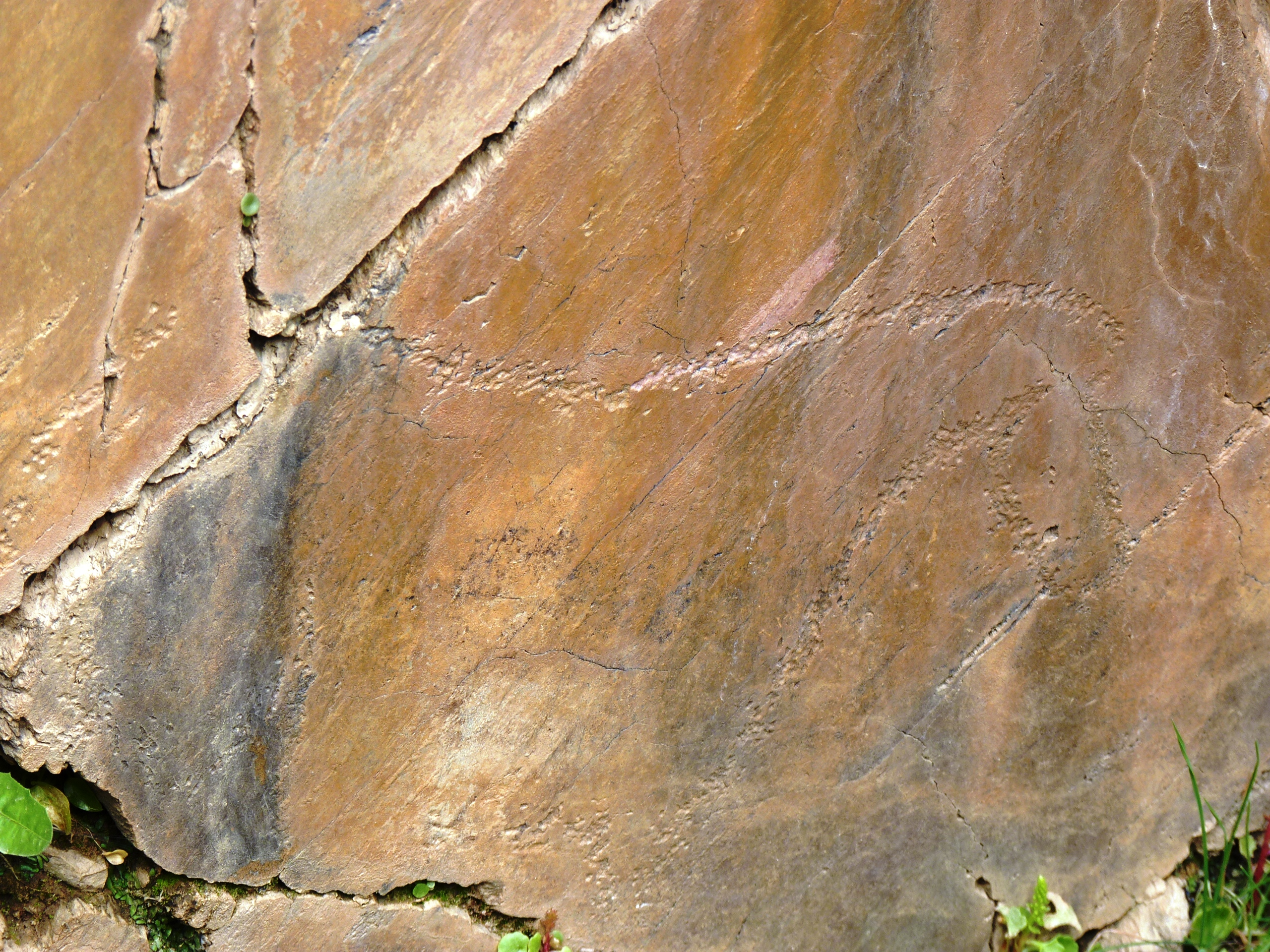
Gravura da Canada do Inferno.

Contudo, esta discussão não se limitou apenas a Portugal. À medida que o as notícias se espalharam, foi despertado o interesse de arqueólogos estrangeiros que, reconhecendo a importância da descoberta, começaram a unir esforços para a sua preservação. No dia 11 de novembro, Paul Bahn, Angelo Fossati e Andrea Arcà começaram a trocar correspondência acerca das gravuras através da Federação Internacional das Organizações e Arte Rupestre, cuja representante em Portugal, Mila Simões de Abreu, desempenhou um papel ativo de denuncia da ocultação das mesmas. Os três arqueólogos estrangeiros vieram a Foz Côa no início de 1995. 
A partir daqui, Foz Côa entrou na ordem do dia, com um requerimento apresentado a 24 de novembro pelo grupo parlamentar do Partido Socialista, e a realização da primeira conferência de imprensa na Assembleia da República a 29 de novembro, conduzida por Eurico Figueiredo, que revelou uma série de cartas dirigidas ao então Presidente da República Mário Soares. Nelas incluía-se uma carta do próprio Presidente da Federação Internacional das Organizações e Arte Rupestre, Dario Seglie. Vários arqueólogos a nível internacional começaram a produzir os primeiros artigos a alertar para as descobertas, incluindo o artigo de Paul Bahn e Tim Rayment para o Sunday Times de 18 de dezembro, e o de Marlise Simons no New York Times de 27 de dezembro. Desta forma, a descoberta já estava noticiada em todo o mundo no final de 1994, contando, também, com a deslocação de Jean Clottes, Presidente do Comité de Arte Rupestre da UNESCO, para avaliar a importância dos achados.

## Criação do Movimento
Em 1995 instalou-se um descontentamento por parte da população de Vila Nova de Foz Côa em relação à construção da barragem. Este descontentamento afetou particularmente os alunos da Escola Secundária de Vila Nova de Foz Côa, depois de o Professor e Presidente do Conselho Diretivo da mesma, José Ribeiro, ter apresentado a situação à escola e levando-a a tomar uma posição, tendo liderado o Movimento para a Salvaguarda das Gravuras de Foz Côa.
Os estudantes desta escola secundária juntaram-se deste modo para manifestar a sua revolta perante a construção da barragem, criando assim uma Associação de Estudantes, associação que nunca havia sido criada nesta escola, de propósito para lutar pela preservação das gravuras rupestres. Este movimento adotou o slogan “As gravuras não sabem nadar”, adaptado da música dos Black Company "Não sabe nadar", que contou com a solidariedade do Presidente da República que se deslocou à escola a 21 de fevereiro.
Deste modo foram organizados debates, destacando-se as “Noites Verdes por Foz Côa”, organizado pelo Partido Ecologista Os Verdes, que incluíam debates e atividades culturais, deslocações à Assembleia da República, recolha de assinaturas e várias manifestações pacíficas, incluindo um mega acampamento nas férias da Páscoa em abril que contou com a adesão de cerca de 2000 estudantes. Foi também organizado, à meia noite de 25 de abril de 1995, um acampamento de estudantes e arqueólogos e deputados no Mosteiro dos Jerónimos durante 70 dias. Esta manifestação pacífica começou com 3 ou 4 pessoas e acabou com 70.
O Movimento também foi acompanhado pela apresentação de duas petições para a preservação das gravuras rupestres. Uma, foi apresentada pela Associação Olho Vivo, e que contou com 11 mil assinaturas, tinha como objetivo a discussão urgente da questão na Assembleia da República. A segunda, recolhida por várias escolas secundárias de todo o país, e que partiu de uma iniciativa conjunta dos conselhos diretivo e pedagógico e da associação de estudantes da Escola Secundária de Foz Côa, obteve mais de 70 mil assinaturas  apesar do então Presidente do Conselho Diretivo, José Ribeiro, apontar para as 200 mil. 
O Movimento para a Salvaguarda das Gravuras de Foz Côa foi apoiada também por comunidades emigrantes portuguesas nos Estados Unidos da América através da criação do "Save de Côa Movement", liderado por João Crisóstomo, antigo mordomo de Jacqueline Kennedy Onassis, através da realização de protestos à porta da Organização das Nações Unidas a 10 de junho de 1995.

## Impacto

Vista exterior do Museu do Côa, fundado em 2010.

O impacto de movimento gerou uma grande discussão a nível nacional ao ponto de se tornar um dos principais temas das eleições legislativas de 1995. Com a vitória do Partido Socialista, liderado por António Guterres, suspendeu a construção da barragem através da resolução do Conselho de Ministros nº14/1996, de 17 de janeiro. Seguiu-se a abertura do Parque Arqueológico do Vale do Côa a 10 de agosto, a classificação como Monumento Nacional a 2 de julho de 1997 e a classificação como Património Mundial da UNESCO em dezembro de 1998. Em 2010 foi inaugurado o Museu do Côa e a Fundação do Côa em 2011, tendo sido extinta em 2012 e reestabelecida em 2017.